# Камберленд (округ, Іллінойс)
Шаблон:StateAbbr_ 39°16′ пн. ш. 88°14′ зх. д. / 39.27° пн. ш. 88.24° зх. д.
Округ  Камберленд (англ. Cumberland County) — округ (графство) у штаті  Іллінойс, США. Ідентифікатор округу 17035.

## Історія
Округ утворений 1843 року.

## Демографія
За даними перепису 
2000 року 
загальне населення округу становило 11253 осіб, усе сільське.
Серед мешканців округу чоловіків було 5508, а жінок — 5745. В окрузі було 4368 домогосподарств, 3085 родин, які мешкали в 4876 будинках.
Середній розмір родини становив 3,06.
Віковий розподіл населення поданий у таблиці:
| Стать    | До 15 років | 15-21 | 22-29 | 30-39 | 40-49 | 50-65 | 65-85 | Понад 85 |
| -------- | ----------- | ----- | ----- | ----- | ----- | ----- | ----- | -------- |
| Чоловіки | 1222        | 577   | 501   | 806   | 838   | 858   | 646   | 60       |
| Жінки    | 1182        | 553   | 479   | 775   | 803   | 877   | 883   | 193      |

## Суміжні округи
- Коулс — північ
- Кларк — схід
- Джеспер — південь
- Еффінґгем — південний захід
- Шелбі — захід

## Виноски
1. ↑  U.S. Decennial Census. United States Census Bureau. Архів оригіналу за 26 квітня 2015. Процитовано 4 липня 2014.
2. ↑  Historical Census Browser. University of Virginia Library. Архів оригіналу за 12 грудня 2009. Процитовано 4 липня 2014.
3. ↑  Population of Counties by Decennial Census: 1900 to 1990. United States Census Bureau. Архів оригіналу за 24 квітня 2014. Процитовано 4 липня 2014.
4. ↑  Census 2000 PHC-T-4. Ranking Tables for Counties: 1990 and 2000 (PDF). United States Census Bureau. Архів оригіналу (PDF) за 18 грудня 2014. Процитовано 4 липня 2014.
5. ↑  State & County QuickFacts. United States Census Bureau. Архів оригіналу за 5 вересня 2015. Процитовано 4 липня 2014.(англ.) Наведено за англійською вікіпедією.
6. ↑  American FactFinder. Бюро перепису населення США. Архів оригіналу за 29 липня 2011. Процитовано 31 січня 2008.

| США | Це незавершена стаття з географії США. Ви можете допомогти проєкту, виправивши або дописавши її. |